# Autoorganización

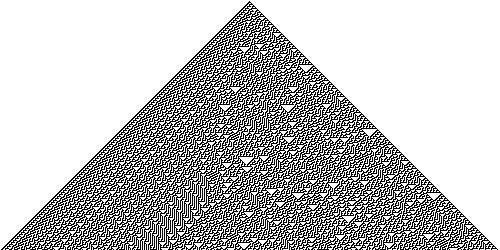
Autómata celular generado mediante la "regla 30", de Stephen Wolfram.

La autoorganización es un proceso en el que alguna forma global de orden o coordinación surge de las interacciones locales entre los componentes de un sistema inicialmente desordenado. Este proceso es espontáneo: no está dirigido ni controlado por ningún agente o subsistema dentro o fuera del sistema; sin embargo, las leyes seguidas por el proceso y sus condiciones iniciales pueden escogerse o ser causadas por un agente. El proceso es generalmente desencadenado por fluctuaciones aleatorias que son amplificadas por realimentación positiva. La organización resultante está completamente descentralizada o distribuida sobre todos los componentes del sistema; esta organización resulta típicamente muy robusta, capaz de sobrevivir y auto-reparar daños o perturbaciones sustanciales.
La autoorganización se da en una gran variedad de fenómenos físicos, químicos, biológicos, sociales y sistemas cognitivos. Ejemplos comunes son: la cristalización, la emergencia de patrones de convección en un fluido, osciladores químicos, enjambres de grupos de animales y el modo en que una red neuronal aprende a reconocer patrones complejos.

## Historia de la idea
Los antiguos atomistas creyeron ya que, dadas unas condiciones espaciales y temporales suficientes, la autoorganización de la materia había aparecido como un producto natural necesario. Aristóteles añadió las causalidades formal y final; para explicar las formas en las que recurrentemente se organiza la materia en el mundo natural. La introducción de una inteligencia divina a partir de la escolástica para dar cuenta de las formas naturales hizo prácticamente desaparecer a las teorías de corte inmanentista hasta el siglo XIX. La Naturphilosophie, partiendo de ciertos pasajes de la  Crítica del Juicio o Crítica de la facultad de juzgar de  Immanuel Kant volvió a hablar de las "leyes universales de la forma". Sus ideas cayeron en desuso hasta los albores del siglo XX, con la obra de D'Arcy Wentworth Thompson. 
El término "autoorganización" fue introducido por vez primera por Immanuel Kant en la Crítica del juicio y recuperada en 1947 por parte del psiquiatra e ingeniero W. Ross Ashby. El concepto fue pronto utilizado por los cibernetistas Heinz von Foerster, Gordon Pask, Stafford Beer y el propio Norbert Wiener, en la segunda edición de su "Cybernetics: or Control and Communication in the Animal and the Machine" (MIT Press 1961). El concepto de "autoorganización" fue adoptado por todos aquellos asociados a la Teoría de Sistemas en la década de 1960, pero no se convirtió en un concepto científico común hasta su adopción por parte de los físicos y, en general, de los investigadores de los sistemas complejos en las décadas de los setenta y ochenta.

## Ejemplos de autoorganización

### Autoorganización biológica

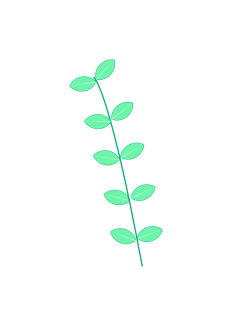
Filotaxis de hojas opuestas.

- Desde el trabajo de Turing, la filotaxis se ha convertido en un ejemplo clásico de patrón resultante de un proceso autoorganizativo.
- Humberto Maturana y Francisco Varela proponen la Autopoiesis como el proceso que determina la autoorganización interna de los seres vivos (caracterizando, así, lo que entendiésemos por vida).

Siendo así una forma progresiva de oposición entre la vitalización y vitalidad.

### Autoorganización política
La autoorganización en política parte de una base de libertad individual y asociación voluntaria, permitiendo la interacción directa y sin regulaciones de las relaciones humanas. Un ejemplo es el anarquismo (véase: anarquía, laissez faire, libertad negativa), el cual busca que las personas obtengan poder directo sobre su vida y la ausencia de gobierno obligatorio o planificación central. 
Sostiene que los seres individuales y colectivos de forma autónoma, es decir desarrollando por su propia cuenta (directamente) su potencial de determinación, asociación, etc., carecen de la necesidad de factores de dirección externa (ej. orden espontáneo).
Desde el enfoque sistémico de Niklas Luhmann, en donde la política es un sistema parcial de la sociedad, la autoorganización de cualquier sistema tiene que ver con que el sistema sea capaz de autoorganizar sus elementos y las relaciones entre estos, correspondientemente a la diferencia sistema/entorno, lo que significa que el sistema es capaz de autoorganizarse, o reducir complejidad, o mantener cierto gradiente de complejidad, dependiendo la vivencia, entre otras posibles situaciones en las que se pudiera encontrar. Lo que definitivamente no tendría nada que ver con la definición expuesta en la parte de arriba.

### Autoorganización o autorregulación en el aprendizaje
La autorregulación se entiende como la capacidad para dirigir la conducta propia. Algunos investigadores consideraban que la autorregulación abarcaba los diversos elementos que intervienen o afectan el comportamiento humano de manera general, pero posteriormente, la autorregulación se reconoció como una construcción multidimensional. La evolución social y personal del hombre lo ha obligado a organizarse para manifestar sus conocimientos, de manera teórica o práctica. Como la iniciativa de la competencia y cooperación son parte del ser humano, este hace un análisis interno y organizado de sus ideas, su forma de actuar y comportamiento, dejando, con el paso de los años, la huella de la experiencia para corregir de manera individual y colectiva los errores del pasado provocando la necesidad de innovar en los métodos de solución de problemas, para hacer las cosa fáciles aún más fáciles, el aprendizaje es parte fundamental de la vida por lo que ha sido involuntariamente mecanizado y regulado por procesos internos que ya no notamos.
En los estudios de autorregulación del aprendizaje hay creciente interés sobre la manera en que los estudiantes acaban convirtiéndose en los directores de su proceso de aprendizaje. La autorregulación no es una capacidad mental como la inteligencia, es un proceso psicológico autodirigido a través del cual los aprendices transforman sus capacidades mentales en habilidades académicas. El estudiante selecciona su propio camino para cumplir con el objetivo académico. Hay que ser estudiante estratégico, utilizando las estrategias de aprendizaje. Éste debe identificar perfectamente su motivación,  planificar el uso de su tiempo, automonitorearse, autoinstruirse, autoevaluarse, tener voluntad, autoestimularse, organizar su ambiente físico y escolar (modelar los ruidos que interfieran con el estudio, poseer los materiales que utilizará en su escritorio, tener ubicación del espacio, identificar los factores que puedan interrumpir su actividad de estudio) ya que para esta actividad se necesita suma concentración. El estudiante debe relacionarse con personas e información (profesores, guías) que puedan ayudarle en su proceso.  Cuando el proceso de autorregulación se realiza conscientemente, favorece a que se alcance exitosamente la meta.
Actualmente, algunos de los factores de los cuales se ocupa, son: 
1. La motivación
2. El método
3. El tiempo
4. La conducta
5. El medio físico
6. El medio social

La autorregulación es una forma de controlar tu acción y en ello intervienen: la cognición, la metacognición, la motivación, la conducta y el contexto.
- La cognición tiene que ver, por ejemplo, con saber tener claro qué es relevante dentro de toda la información que se te ofrece para el aprendizaje. Todo es importante, pero hay partes clave dentro de la misma, que servirán de guía para la elaboración de las actividades.
- La metacognición se refiere a que es necesario que sea consciente de cómo se genera en unoel proceso de aprender, por ejemplo, hay que saber si se dificulta más aprender una cosa que otra; si te es necesario tomar nota o hacer un dibujo para tener más claro algún tema, si atrae más una materia que otra y el porqué.
- La conducta tiene que ver con lo que haces al alcanzar o no determinada meta y la idea es que también estés consciente de ello ¿por qué actúas de tal o cual manera si algo te sale mal o bien?, ¿qué aspectos desearías mejorar en relación con tu conducta?.
- El contexto es el medio que nos rodea, ¿en qué circunstancias se estudia?, ¿si se cuenta con computadora?, ¿si se es hijo o padre de familia?, es decir, todo aquello que tiene que ver con la vida cotidiana y que se debe considerar al momento de organizar las actividades, incluidas las escolares.(La Autorregulación. "Curso Propedéutico". Universidad Abierta y a Distancia de México. 20 de abril de 2013.)

Las dimensiones del aprendizaje autorregulado. Uno de los ámbitos en los que más se ha estudiado la autorregulación, es el del aprendizaje, ya que por medio de su aplicación, las personas asumen el control de su preparación académica. En este ámbito, se dice que el (la) estudiante lleva a cabo un adecuado proceso de autorregulación cuando:
1. Formula o asume metas concretas, próximas y realistas.
2. Observa su desempeño, ayudándose si es necesario con algún registro.
3. Realiza un proceso de evaluación con criterios cuidadosos.
4. Ajusta su actuación ponderando las demandas de la meta y su actuación real.

Así, en el aprendizaje en línea, la autorregulación le permite al estudiante tomar decisiones sobre el tipo de estrategias que demanda una tarea específica, valorar cuando está en camino de lograr una meta y cuando requiere hacer ajustes en el enfoque o tipo de procedimiento que emplea.

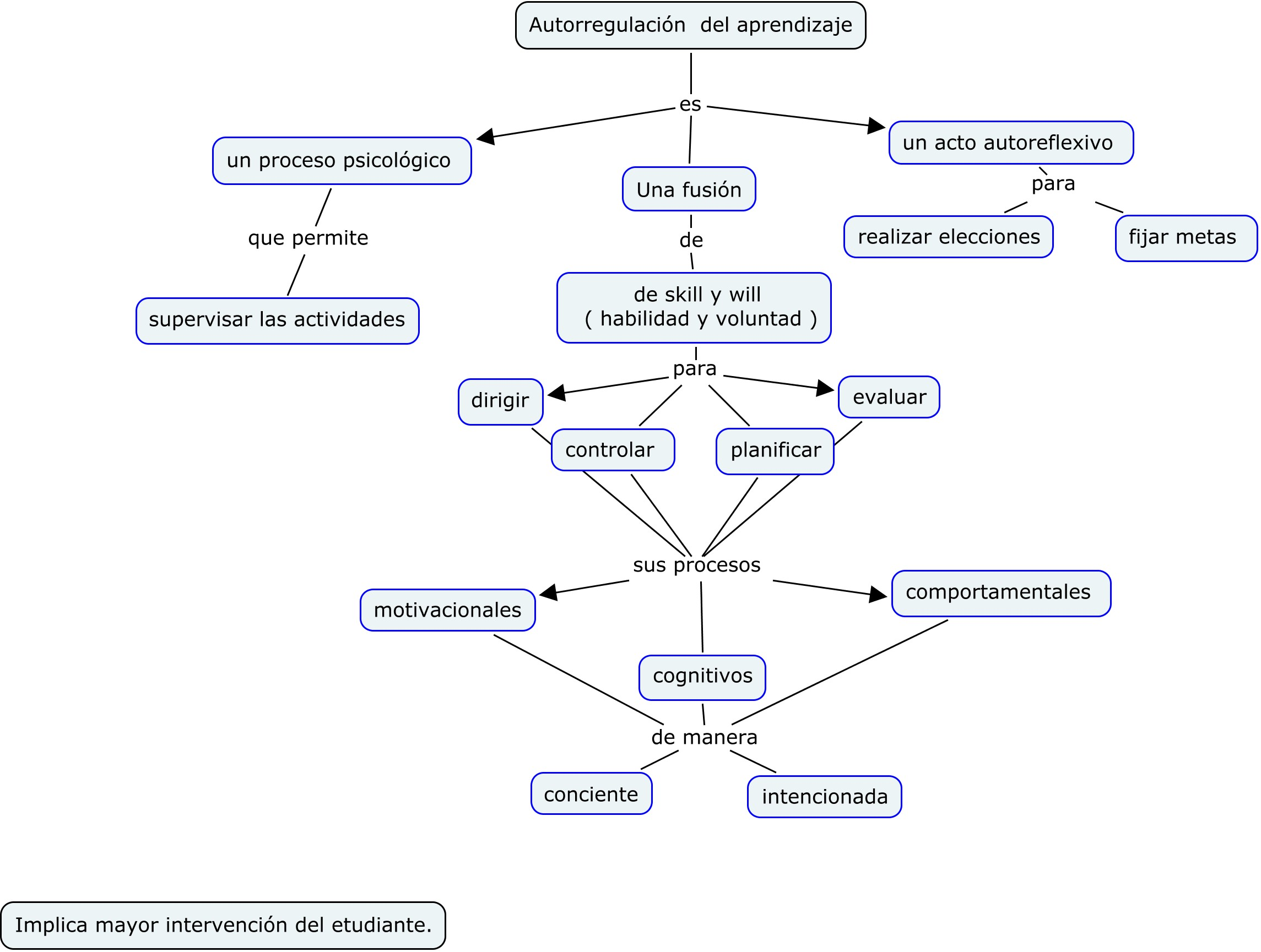
Autorregulación del aprendizaje 
- Se refiere al grado en que un alumno tiene un papel activo en el proceso de su propio aprendizaje, tanto a un nivel metacognitivo, motivacional y conductual (Zimmerman, 1989).
- Lo que distingue a un estudiante con éxito académico de uno que no lo tiene es el grado de autorregulación que posea (Wayne, Reinhard, Bruce, 1996; Bandura, 1982; Schunk, 1984, citados por Zimmerman y Martínez Pons, 1986).
- Un estudiante que puede autorregular su aprendizaje está intrínsecamente motivado, se auto-dirige, se auto-monitorea y también se auto-evalúa; es una persona flexible que se adapta a los cambios que surgen en su entorno (Corno y Randi, 1999; Gall, Jacobsen y Bullock, citados por Wayne, Reinhard, Bruce, 1996).
- Todo aquello que hacemos de manera consciente para dirigirnos al logro de un propósito implica un proceso interno llamado autorregulación. El hombre por naturaleza desarrollo mecanismos de autodirección, respondiendo a sus propias acciones de forma autoevaluativa. Una acción determinada puede ser considerada positiva o negativamente, de acuerdo con los criterios personales con los que se evalúe. Es así, como las personas contamos con criterios internos para guiar y juzgar nuestra propia conducta; dichos criterios se adquieren en su mayoría a través de la experiencia directa, o bien, de los modelos (Trianes, 1996).

Algunos autores se han dado a la tarea de estudiar la autorregulación y para ello la han definido como el proceso que se refiere a los pensamientos, sentimientos y actos generados por un mismo y que están orientados sistemáticamente a la consecución de una meta. De este modo, la autorregulación exige que la gente se imponga metas propósitos, realice acciones dirigidas a las metas, supervise sus conductas y las modifique, si es necesario, para garantizar el éxito.

## Autoorganización a través de la genética
La tendencia a la autoorganización es una propiedad general de la materia que, en nuestro planeta, ha dado origen a una jerarquía de sistemas con distinto grado de complejidad, que se extiende desde el nivel subatómico hasta los ecosistemas y las sociedades humanas. Son muy importantes las implicaciones que el estudio de la autoorganización tiene para la Biología.
En la actualidad el estudio de la autoorganización se lleva a cabo, principalmente, desde un enfoque holístico, que trata de descubrir las características y leyes más generales que rigen el proceso. Mas, en el caso de los seres vivos, los conocimientos que tenemos sobre la autoorganización no se limitan a los así obtenidos. En particular, la Biología molecular, en una demostración de la gran eficacia de la utilización del método analítico, obtiene conocimientos complementarios de los conseguidos en el enfoque holístico, que permiten precisar algunos aspectos fundamentales. La Biología molecular está poniendo de manifiesto las características diferenciales de los seres vivos, respecto a los sistemas inorgánicos, de las que depende que la autoorganización llegue en ellos a niveles de complejidad muy superiores a los del mundo inorgánico.
Los organismos, directa o indirectamente, dependen de su acción. Su modo de actuar es una de las manifestaciones más fascinantes de la autoorganización. Las interacciones entre los aminoácidos que forman las cadenas proteicas, entre sí y con el medio donde se encuentran, especifican la forma de sus moléculas. Además, si cambian las condiciones externas o interaccionan con otras moléculas, proteicas o no, pueden presentar variaciones estructurales, importantes en la regulación del momento y lugar en que realizan sus funciones. Las proteínas regulan el funcionamiento interno del organismo y las relaciones que este establece con el ambiente externo, funcionando como enzimas, transmisores de señales, etc. Forman estructuras dinámicas complejas, verdaderas máquinas moleculares de gran precisión, que incluso regulan la replicación, la reparación y la expresión de los genes.

## Complemento
En un libro reciente Depew y Weber (1995) encuentran 7 nichos en el espacio de posibilidades que determina como pueden estar relacionadas la autoorganización y la selección natural.
1. La selección natural y la autoorganización no presentan relación alguna.
2. La autoorganización es una auxiliar de la selección natural.
3. La autoorganización constriñe la selección natural, que conduce la evolución.
4. La selección natural constriñe la autoorganización, que conduce la evolución.
5. La selección natural es un ejemplo de autoorganización.
6. La selección natural genera autoorganización.
7. La selección natural y la autoorganización son aspectos de un mismo proceso.

### Autorregulación emocional
Los principales modelos de Inteligencia emocional dan mucha importancia a la regulación de las propias emociones. De hecho, se trata de la piedra angular del concepto, ya que de nada sirve reconocer nuestras propias emociones si no podemos manejarlas de forma adaptativa.
La autorregulación emocional se englobaría dentro de lo que sería el proceso general de autorregulación psicológica, el cual es un mecanismo del ser humano que le permite mantener constante el balance psicológico. Para ello necesita de un sistema de feedback de control que le permita mantener el estatus en relación con una señal de control.
Bonano (2001) expone un modelo de autorregulación emocional que se centra en el control, anticipación y exploración de la homeostasis emocional. La homeostasis emocional se conceptualizaría en términos de metas de referencia pertenecientes a frecuencias, intensidades o duraciones ideales de canales experienciales, expresivos o fisiológicos de respuestas emocionales. En este sentido, Vallés y Vallés (2003) señalan que puesto que las emociones tienen tres niveles de expresión (conductual, cognitivo y psicofisiológico) la regulación del comportamiento emocional afectará a estos tres sistemas de respuesta. Por tanto, la autorregulación emocional no sería sino un sistema de control que supervisaría que nuestra experiencia emocional se ajustase a nuestras metas de referencia.

### Modelo Secuencial de Autorregulación Emocional
Este modelo propuesto por Bonano (2001) señala tres categorías generales de actividad autorregulatoria:
1. Regulación de Control. Se refiere a comportamientos automáticos e instrumentales dirigidos a la inmediata regulación de respuestas emocionales que ya habían sido instigadas. Dentro de esta categoría se incluyen los siguientes mecanismos: disociación emocional, supresión emocional, expresión emocional y la risa.
2. Regulación Anticipatoria. Si la homeostasis está satisfecha en el momento, el siguiente paso es anticipar los futuros desafíos, las necesidades de control que se puedan presentar. Dentro de esta categoría se utilizarían los siguientes mecanismos: expresión emocional, la risa, evitar o buscar personas, sitios o situaciones, adquirir nuevas habilidades, revaloración, escribir o hablar acerca de sucesos angustiosos.
3. Regulación Exploratoria. En el caso de que no tengamos necesidades inmediatas o pendientes podemos involucrarnos en actividades exploratorias que nos permitan adquirir nuevas habilidades o recursos para mantener nuestra homeostasis emocional. Algunas de estas actividades pueden ser: entretenimiento, actividades, escribir sobre emociones

### Modelo Autorregulatorio de las Experiencias Emocionales
La idea principal de la que parten Higgins, Grant y Shah (1999) es que las personas prefieren algunos estados más que otros y que la autorregulación permite la ocurrencia de los estados preferidos más que de los no preferidos. Igualmente señalan que el tipo de placer y el tipo de malestar que la gente experimenta depende de qué tipo de autorregulación este funcionando. Estos autores señalan tres principios fundamentales implicados en la autorregulación emocional:
1. Anticipación regulatoria. Basándose en la experiencia previa, la gente puede anticipar el placer o malestar futuro. De esta forma, imaginar un suceso placentero futuro producirá una motivación de acercamiento, mientras que imaginar un malestar futuro producirá una motivación de evitación.
2. Referencia regulatoria. Ante una misma situación, se puede adoptar un punto de referencia positivo o negativo. Por ejemplo, si dos personas desean casarse, una de ella puede anticipar el placer que significaría estar casados, mientras que la otra persona podría imaginar el malestar que les produciría no casarse. Por tanto la motivación sería la misma, pero una de ellas estaría movida por un punto de referencia positivo y la otra por un punto de vista negativo.
3. Enfoque regulatorio. Los autores hacen una distinción entre un enfoque de promoción y un enfoque de prevención. Por tanto se distingue entre dos diferentes tipos de estados finales deseados: aspiraciones y autorrealizaciones (promoción) vs. responsabilidades y seguridades (prevención).

### Hacia un aprendizaje autónomo y permanente
En el campo de la Psicología de la Educación, este objetivo tiene sus fundamentos en la concepción del estudiante como parte activa y fundamental del proceso de aprendizaje, centrada en la persona que aprende, y no solo en lo que aprende, sino y sobre todo en relación con cómo aprende (Cochram-Smith, 2003). Así, desde un punto de vista psicoeducativo, la autonomía remite a la capacidad de aprender a aprender (Martín, 2003; Pozo, 1990), o la capacidad de regular el propio proceso de construcción del aprendizaje (Schunk y Zimmerman, 2003; Zimmerman, 2002). Como señalan Pozo y Monereo (2002, p. 11) 

si tuviéramos que elegir un lema, un mantra que guiara las metas y propósitos de la escuela del siglo XXI, sin duda el más aceptado […] entre educadores e investigadores […] sería el que la educación tiene que estar dirigida a ayudar a los alumnos a aprender a aprender.

De forma más particular, esta cualidad del aprendizaje queda recogida en una de las líneas de investigación principales en la Psicología de la Educación actual: la autorregulación del aprendizaje.
Se basa en tres aspectos:
- La autorregulación de la conducta;  control activo de los recursos que se tienen a disposición (tiempo, ambiente, lugar)
- La autorregulación de la motivación: controlar las emociones y afectos de manera que mejoren su aprendizaje
- La autorregulación de la cognición; control de diversas estrategias cognitivas que permitan un mejor aprendizaje y rendimiento.

La autorregulación puede ser enseñada, aprendida y controlada. Fases:
1. Planificación: establecimiento de objetivos. La planeación de las actividades a completar se realiza antes de ponerse a trabajar en la actividad misma. Este proceso se beneficia si se sabe organizar el tiempo y se tienen metas claras. La administración del tiempo es crucial en todo el proceso, además que es una estrategia que brinda beneficios para alcanzar el éxito de manera integral. Cuando se autorregula el tiempo se pueden obtener beneficios como: tener un mejor desempeño, disponer de tiempo libre para otras actividades, bajar los niveles de estrés y cumplir con las actividades en tiempo y forma.
2. Realización y supervisión: medios para conseguir la meta (habilidades, destrezas e información). La supervisión es muy importante al realizar las actividades pues nos permite revisar los avances obtenidos y realizar ajustes. En esta fase podemos darnos cuenta si lo que estamos haciendo marcha correctamente o si tenemos que hacer algunas modificaciones. Es importante preguntarnos si la forma en que estamos haciendo las cosas es la indicada para cumplir nuestro objetivo.
3. Autorreflexión: autoevaluación y reacciones de satisfacción, adaptativas y defensivas. Consiste en evaluar el resultado y el proceso de aprendizaje una vez realizadas las fases anteriores. En la autoevaluación se deben considerar el resultado final y las metas que se tenían planteadas en un principio para determinar la efectividad del método que se usó en la actividad de aprendizaje; de esta manera se podrá aplicar dicho método en una actividad semejante. De lo contrario se deberá considerar cambiar el método con el fin de mejorar el nivel de calidad de aprendizaje.

Algunas de las consideraciones generales que debemos tener presentes con respecto a la autorregulación son:
- Es una actividad mental que permite crear un sistema personal de aprendizaje.
- Cada sujeto se enfrenta con la realidad y asimila la información proporcionada de manera propia y original.
- La autorregulación se realiza siempre que ejecutamos una actividad, aunque generalmente no estamos conscientes de ello.
- El alumno construye su propio conocimiento, pero este proceso no lo hace en soledad, sino en un ambiente de eficaces relaciones interpersonales.
- Es un proceso a través del cual los alumnos (as) mantiene conductas emociones y afectos orientados al logro de metas.
- Es importante saber cuáles son las estrategias que utilizamos y que nos resultan eficientes para poder implementarlas continuamente y que nuestro porcentaje de logros aumente día con día.
- Para realizar una tarea y llevarla a cabo con éxito, es importante conocer cuáles son nuestros talentos o fortalezas, qué es lo que más se nos facilita y qué es lo que más se nos dificulta o no nos interesa.
- Un modelo de organización curricular flexible (del tipo de la modular), con posibilidades de certificación en curso, estimula a alumnos.
- Si la evaluación es regular y comprende a sus diversos componentes (programas, alumnos y profesores), los resultados son probablemente más firmes.

Un aspecto básico del proceso de autorregulación consiste en que el sujeto esté comprometido con el logro de las metas. La autorregulación es el proceso a partir del cual se genera la posibilidad de crear nuevas situaciones, es decir, un proceso creativo consustancial e inseparable al ser humano (Briggs y Peat, 1999).